# جروج ام. بیب
جروج ام. بیب (به انگلیسی: George Mortimer Bibb) سناتور سابق عضو حزب دموکرات ایالات متحده آمریکا بود. وی در سال ۱۸۱۱ تا ۱۸۱۴ و ۱۸۲۹ تا ۱۸۳۵ میلادی سناتور ایالت کنتاکی در سنای ایالات متحده آمریکا بود.